# Coca-Cola Embonor
Coca-Cola Embonor anciennement Arica Bottler est une entreprise chilienne fondée en 1962 et un embouteilleur de Coca-Cola au Chili.

## Historique

### 1962-2004: le développement d'Arica
La société est fondée en 1962 sous le nom Arica Bottler à la suite de l'acquisition d'une franchise d'embouteillage auprès de la Coca-Cola Company pour les villes d'Arica et d'Iquique au Chili.
En 1988, une seconde usine de production est construite à Iquique.
En 1995, Arica acquiert une part majoritaire de Embotelladoras Bolivianas Unidas (EMBOL), qui possède des franchises à La Paz, Cochabamba et Oruro. La société ouvre aussi 25 % de son capital à de nouveaux actionnaires.
En 1996, Arica achète les activités de Santa Cruz, Sucre y Tarija en Bolivie, en quasi-monopole avec 95 % de ce marché.
En 1997, Arica acquiert les 18,7 % restant d'EMBOL et entre en bourse à Santiago.
En 1999, la société achète les activités d'embouteillage d'Inchcape au Chili et au Pérou, grâce à une augmentation de capital de 340 millions d'USD, le remboursement d'un prêt de 200 millions d'USD et l'émission d'obligations pour 160 millions d'USD. Inchcape détenait plusieurs usines au Chili au travers d'Embotelladoras Williamson Balfour et 64,3 % d'Embotelladora Latinoamérica (ELSA) ainsi que 66,1 % de Industrial Iquitos au Pérou.
En 2000, la société se rebaptise Coca-Cola Embonor.

### Depuis 2004: Embonor
En janvier 2004, la société péruvienne Corporación Lindley achète pour 129,9 millions d'USD la participation de Coca-Cola Embonor dans Embotelladora Latinoamericana SA (ELSA), filiale péruvienne d'Embonor. Cette vente permet de réduire les dettes du groupe et un recentrage sur le Chili et la Bolivie.
En 2006, la Coca-Cola Company accorde une licence pour des jus de fruits et des eaux aromatisées, diversifiant la production, sous les marques Vital. En parallèle, Embonor acquiert 26,4 % du capital de Vital Aguas, une société d'eaux minérales, signant au passage un contrat d'approvisionnement avec Vital.
Le 21 janvier 2011, la Coca-Cola Company revend sa part de 45,5 % dans Coca-Cola Embonor à la société Rentas Libras Holding Limitada qui en détient déjà 26,7 %.La transaction représente 394 millions d'USD. Embonor achète 28 % du capital de Vital Jugos, entreprise sœur de Vital Aguas.
En 2012, Embonor achète la participation de 50 % de Cristalerías de Chile dans Envases CMF. De plus, la société augmente ses participations dans Vital Jugos à 35 % et dans Vital Aguas à 33,5 %.
Le 28 janvier 2016, la société Coca-Cola Del Valle New Ventures est créée avec comme actionnaires Coca-Cola de Chile (50 %), Embotelladora Andina (35 %) et Coca-Cola Embonor au travers de sa filiale Embonor (15 %),.
Le 5 janvier 2018, Coca-Cola Del Valle New Ventures achète la société Comercializadora Novaverde qui produit la marque de jus de fruit Guallarauco au groupe Angelini pour 78,9 millions d'USD,,.
Le 15 avril 2019, le groupe britannique d'alcool Diageo modifie son contrat de distribution local au Chili et remplace la société Concha y Toro par les deux embouteilleurs de Coca-Cola, Coca-Cola Andina et Coca-Cola Embonor.
Le 17 août 2020, Coca-Cola Embonor et Cervecería Chile, filiale d'AB InBev, signent un accord pour la vente et la distribution de bières au Chili des marques comme Corona, Stella Artois, Budweiser, Becker, Báltica,.